# Goniocalpe sericealis
Goniocalpe sericealis är en fjärilsart som beskrevs av George Francis Hampson 1902. Goniocalpe sericealis ingår i släktet Goniocalpe och familjen trågspinnare. Inga underarter finns listade i Catalogue of Life.